# Das freche Mädchen
Das freche Mädchen (Originaltitel: L’effrontée; deutscher Alternativtitel: Das schreckliche Mädchen) ist ein französischer Spielfilm von Claude Miller aus dem Jahr 1985. In dem Coming-of-Age-Film ist Charlotte Gainsbourg, die damals erst 14-jährige Tochter von Jane Birkin und Serge Gainsbourg, in der Hauptrolle zu sehen.

## Handlung
Charlotte Castang ist 13 Jahre alt und wächst als Arbeiterkind ohne Mutter in der französischen Provinz auf. Ihr verwitweter Vater arbeitet als Klempner und ist mit der Erziehung seiner Tochter überfordert, während der Haushalt von der Haushälterin Léone geführt wird.
Charlottes einzige Freundin ist die etwas kränkliche Lulu, deren Anhänglichkeit Charlotte aber lästig ist. Sie lebt in den Tag hinein und träumt davon, aus ihrer engen Welt auszubrechen. Eines Tages trifft sie auf Clara Baumann, eine Pianistin, die durch die Welt reist und als Wunderkind gefeiert wird. Sie beginnt ihre Träume von Glamour und der „großen Welt“ auf Clara zu projizieren. Diese schlägt ihr leichtfertig vor, sie auf ihren Konzerttourneen zu begleiten.
Als der etwas naive Traum schließlich zerbricht und Charlotte von Clara abgewiesen wird, wendet sie sich wieder ihrer Umgebung zu. Sie stellt fest, dass sich Liebe, Zuneigung und Bewunderung durchaus im Kreise ihrer Freunde und dem ihrer Familie finden lassen.

## Drehorte

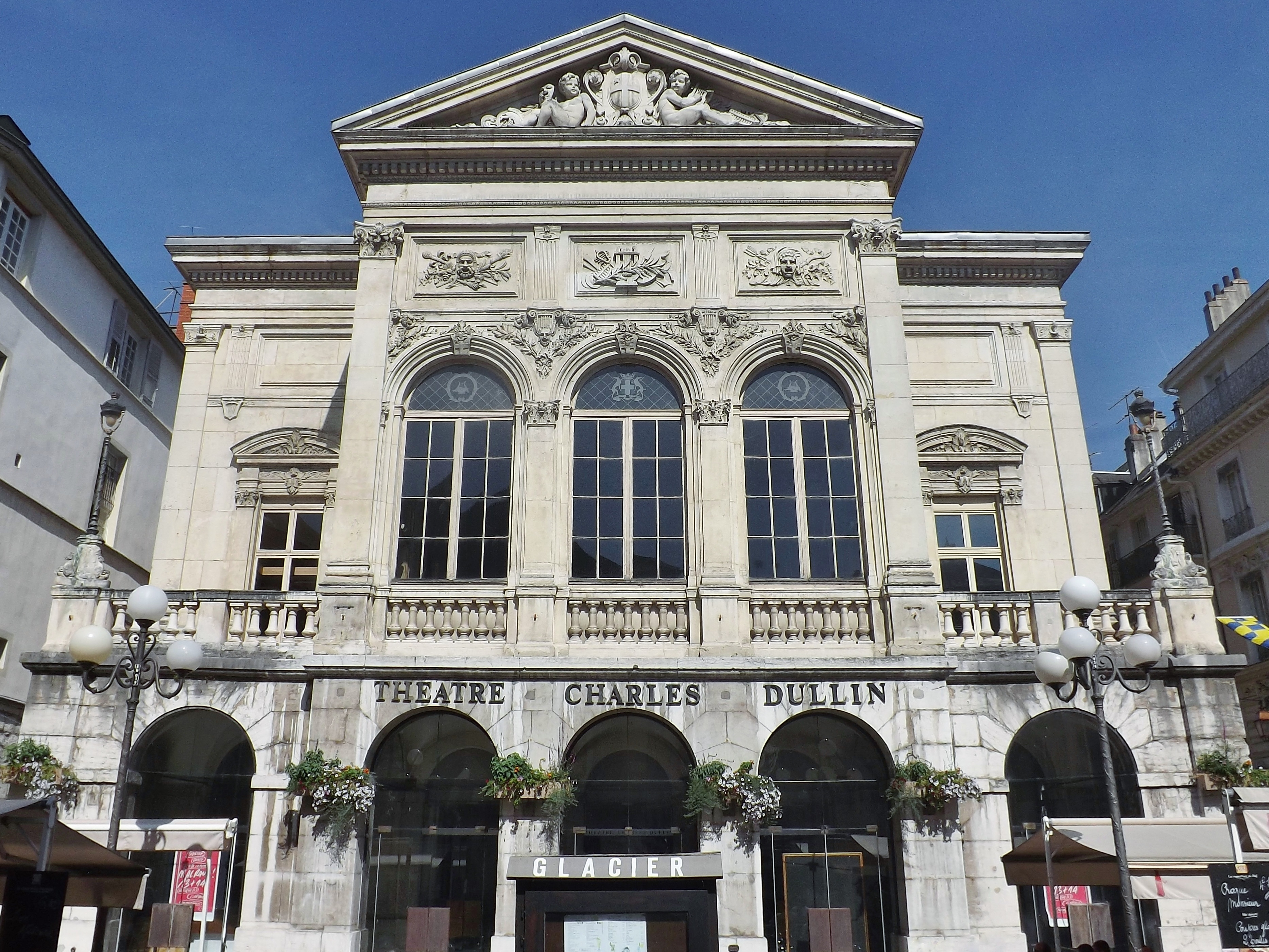
Theater Charles Dullin in Chambéry, ein Drehort des Films

Die Filmaufnahmen entstanden ausnahmslos in Frankreich. Claras Luxusvilla zum Beispiel befindet sich am Südufer des Genfersees, etwa zwei Kilometer westlich von Évian-les-Bains. Ihr Konzert wurde im Theater Charles Dullin der französischen Stadt Chambéry gedreht. Jean verlässt die Stadt über den Bahnhof in Évian.

## Kritik
„Souverän, klug und sensibel inszenierte Initiationsgeschichte um Freundschaft, beginnende Liebe und die Erkenntnis wachsender Verantwortung“, die „von einem ausgezeichneten Schauspielerensemble getragen“ werde, befand das Lexikon des internationalen Films.

## Auszeichnungen
1985 wurde der Film mit dem Louis-Delluc-Preis prämiert. 1986 wurde Gainsbourg für ihre schauspielerische Leistung mit dem César, dem nationalen Filmpreis Frankreichs, als Beste Nachwuchsdarstellerin ausgezeichnet. Auch Bernadette Lafont konnte als Beste Nebendarstellerin einen César gewinnen. Weitere Nominierungen für einen César gab es in den Kategorien Bester Film, Beste Regie, Bestes Drehbuch, Beste Kostüme (Jacqueline Bouchard), Bester Ton (Paul Lainé, Gérard Lamps) und Bester Nachwuchsdarsteller (Jean-Philippe Écoffey).